# Mega Millions

In Florida (rot gekennzeichnet) ist nur die Lotterie Powerball und in Kalifornien (blau gekennzeichnet) nur die Lotterie Mega Millions zugelassen. In den rosa gekennzeichneten Staaten, in der Hauptstadt Washington (District of Columbia) und auf den amerikanischen Jungferninseln sind beide Lotterien zugelassen.

Mega Millions ist eine US-amerikanische Multistaaten-Lotterie, die in insgesamt 44 Staaten der USA sowie in der Hauptstadt Washington (District of Columbia) und auf den amerikanischen Jungferninseln angeboten wird. Die Ziehungen finden immer dienstags und freitags statt. Die Mindesthöhe des Jackpots beträgt 40 Millionen US-Dollar. Ein Tipp kostet 2 Dollar. Wird der Jackpot geknackt, so wird dieser seit Oktober 2013 in 30 gleichen Jahresraten an den Gewinner ausgezahlt (annuity option). Wählt der Gewinner die sofortige Auszahlung der gesamten Gewinnsumme, so wird ein abgezinster Betrag ausgezahlt (cash option).
In den USA werden bei US-Bürgern 25 % Kapitalertragsteuern (Bundessteuer) auf Lottogewinne von über 5.000 $ erhoben. Bei Ausländern beträgt die Kapitalertragsteuer 30 %. Zudem ist noch der Quellensteuersatz des jeweiligen Bundesstaates (Staatssteuer) zu zahlen. Der Steuersatz bewegt sich zwischen 5 % und 8 %. Diese Steuern, also 30 % und mehr, müssen nach Auszahlung der Gewinnsumme vom Gewinner abgeführt werden.
Zur Ziehung am 30. März 2012 hatte sich nach 18 Ausspielungen in Folge ohne Hauptgewinn ein Jackpot von 656 Millionen Dollar angesammelt (annuitiert auf 26 Jahre Teilzahlungen, bei sofortiger Vollauszahlung 474 Millionen; jeweils vor Abzug von Steuern), der bis dahin weltweit höchste in einer Lotterie jemals erreichte Betrag. Er wurde von drei Spielern geknackt.

## Mega Millions Regeländerungen ab Oktober 2013
Am 18. Oktober 2013 fand die letzte Ziehung mit den alten Regeln statt. Mit Beginn am 22. Oktober 2013 haben sich die Regeln bei Mega Millions geändert. Das bedeutet im Detail, dass sich der Lottozahlenpool vergrößert hat. Der Tipp an sich besteht immer noch aus 6 Zahlen: Es muss auf 5 Zahlen und den Mega Ball getippt werden. Verändert hat sich die Anzahl, aus denen die Zahlen gewählt werden müssen. So können jetzt Zahlen zwischen 1 und 70 ausgewählt und der Megaball zwischen 1 und 25 festgelegt werden.
Die letzte Mega Millions Regeländerung fand im Juni 2005 statt.
|                              | Vorherige Regeln    | Aktuelle Regeln     |
| Ziehungssystem               | 5 aus 56 + 1 aus 46 | 5 aus 70 + 1 aus 25 |
| Startjackpots                | 12.000.000 $        | 15.000.000 $        |
| Jackpot Erhöhung pro Ziehung | variabel            | min. 5.000.000 $    |
| Gewinn im 2. Rang            | 250.000 $           | 1.000.000 $         |
| Gewinnchance                 | 1:40                | 1:15                |
| Jackpot Gewinnchance         | 1:175.711.536       | 1:302.575.350       |
| Megaplier Option             | 4×                  | 5×                  |
| Annuitäten                   | 26                  | 30                  |

Die Veränderungen im Ziehungsprozess haben Auswirkungen auf die Gewinnverteilung. Neu ist, dass Jackpots ab 15 Millionen Dollar starten, anstatt wie vorher bei 12 Millionen Dollar. Des Weiteren wurde festgelegt, dass die Jackpots um weitere 5 Millionen Dollar pro Ziehung ansteigen, wenn der Jackpot bei der vorherigen Ziehung nicht geknackt wurde.
Eine weitere Änderung betrifft den zweiten Gewinnrang. Dort wurde der Gewinn von 250.000 Dollar auf 1 Million Dollar angehoben.
Auch die Zusatzfunktionen wurden angepasst. Der Megaplier bietet nun die Chance, alle Preise ab dem zweiten Gewinnrang bis zu verfünffachen.
Insgesamt haben die Änderungen dazu geführt, dass sich die allgemeine Chance, bei Mega Millions zu gewinnen, verbessert hat und nun bei 1 zu 14,71 liegt. Die Chance, den Jackpot zu knacken, sind allerdings gesunken. Vor den Regeländerungen lag die Chance bei 1 zu 175.711.536, nun ist die Wahrscheinlichkeit bei 1 zu 302.575.350.
Auch die Auszahlung der Gewinne wurde angepasst. Die Ratenzahlung von 26 gleichbleibenden Jahresraten wurde auf 30 gestaffelte Jahresraten angehoben.

## Mega Millions Regeländerungen ab Oktober 2017
Die erste Ziehung nach den neuen Regeln fand am 31. Oktober 2017 statt. Der Preis für ein Spiel ist auf 2 Dollar angehoben worden. Der Start-Jackpot wurde mit 40 Millionen Dollar beibehalten. Die Option des Megapliers bleibt bestehen.
|    | Gewinnkombination | Gewinn      |
| 1. | 5+1               | Jackpot     |
| 2. | 5+0               | 1.000.000 $ |
| 3. | 4+1               | 10.000 $    |
| 4. | 4+0               | 500 $       |
| 5. | 3+1               | 200 $       |
| 6. | 3+0               | 10 $        |
| 7. | 2+1               | 10 $        |
| 8. | 1+1               | 4 $         |
| 9. | 0+1               | 2 $         |

## Gewinne und Wahrscheinlichkeiten
Die Zahlenkombination und aktuellen Gewinnchancen für die einzelnen Gewinnklassen bei Mega Millions sind in der Tabelle aufgeführt.
|    | Gewinnkombination | Gewinn      | Wahrscheinlichkeit |
| 1. | 5+1               | Jackpot     | 1:258.890.850      |
| 2. | 5+0               | 1.000.000 $ | 1:18.492.204       |
| 3. | 4+1               | 5.000 $     | 1:739.688          |
| 4. | 4+0               | 500 $       | 1:52.835           |
| 5. | 3+1               | 50 $        | 1:10.720           |
| 6. | 3+0               | 5 $         | 1:766              |
| 7. | 2+1               | 5 $         | 1:473              |
| 8. | 1+0               | 2 $         | 1:56               |
| 9. | 0+1               | 1 $         | 1:21               |

Durch die Änderungen des Ziehungssystems bei Mega Millions haben sich die Wahrscheinlichkeiten in den verschiedenen Gewinnklassen verändert.

## Megaplier
Das Megaplier Feature gibt den Lottospielern die Möglichkeit, alle Preise außerhalb des Jackpots mit dieser Funktion zu vervielfachen. Dabei können die Gewinne verdoppelt bis verfünffacht werden. Diese Option wird für 1 Dollar von den meisten Lotterien angeboten. In der Tabelle wird dargestellt, inwiefern sich die Gewinne durch die jeweiligen Megaplier vergrößern.
|    | Gewinnkombination | Gewinn bei Megaplier 2 | Gewinn bei Megaplier 3 | Gewinn bei Megaplier 4 | Gewinn bei Megaplier 5 |
| 1. | 5+0               | 2.000.000 $            | 3.000.000 $            | 4.000.000 $            | 5.000.000 $            |
| 2. | 4+1               | 10.000 $               | 15.000 $               | 20.000 $               | 25.000 $               |
| 3. | 4+0               | 1.000 $                | 1.500 $                | 2.000 $                | 2.500 $                |
| 4. | 3+1               | 100 $                  | 150 $                  | 200 $                  | 250 $                  |
| 5. | 3+0               | 10 $                   | 15 $                   | 20 $                   | 25 $                   |
| 6. | 2+1               | 10 $                   | 15 $                   | 20 $                   | 25 $                   |
| 7. | 1+1               | 4 $                    | 6 $                    | 8 $                    | 10 $                   |
| 8. | 0+1               | 2 $                    | 3 $                    | 4 $                    | 5 $                    |

Seit den Regeländerungen bei Mega Millions ist es nun auch ab der zweiten Gewinnklasse möglich, Millionengewinne zu erzielen. Rein theoretisch können im zweiten Gewinnrang mit der Megaplier-Option sogar 5 Millionen Dollar gewonnen werden, wie in der Tabelle dargestellt.